# Cordovilla la Real
Cordovilla la Real település Spanyolországban, Palencia tartományban. Cordovilla la Real Torquemada, Astudillo, Villalaco, Valbuena de Pisuerga, Castrojeriz, Palenzuela, Quintana del Puente és Herrera de Valdecañas községekkel határos. Lakosainak száma 129 fő (2024).

## Népesség
A település népessége az elmúlt években az alábbi módon változott:
| Lakosok száma | 126  | 117  | 100  | 110  | 127  | 98   | 94   | 109  | 124  | 129  |
|               | 2001 | 2004 | 2007 | 2009 | 2012 | 2014 | 2017 | 2019 | 2022 | 2024 |